# Queen Elizabeth II Park
Le Queen Elizabeth II Park est un stade multifonction situé à New Brighton dans la banlieue de Christchurch en Nouvelle-Zélande.
D'une capacité de 25 000 places, il avait été construit en 1972 pour accueillir les Jeux du Commonwealth britannique de 1974. Endommagé par le tremblement de terre de 2010 puis plus gravement par celui de 2011, il a été détruit en 2012.

## Histoire

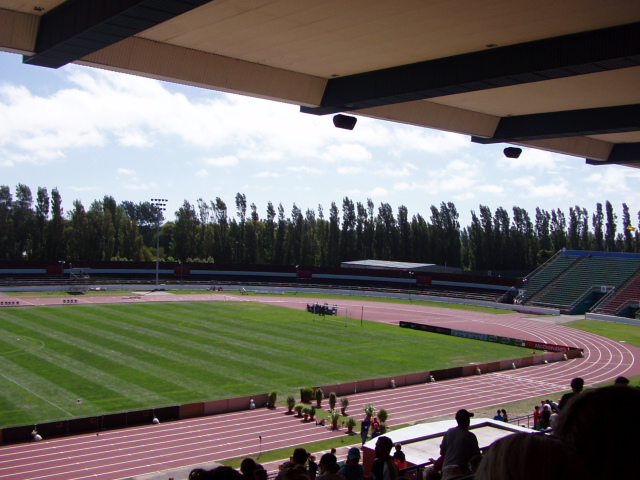
Vue est du stade depuis la tribune principale

Le Queen Elizabeth II Park est situé à New Brighton dans la banlieue de Christchurch. Le terrain est, jusqu'au milieu du XIXe siècle, occupé par les Maoris qui appelle le lieu Orua Paeroa. En 1862, les Maoris abandonnent leur camp et la terre est achetée par Thomas Raine, grand propriétaire terrien de New Brighton et industriel en eau gazeuse. Un autre propriétaire organise la première course de chevaux sur le terrain en 1886 puis, une société commerciale, le New Brighton Trotting Club, devient propriétaire des lieux et la première réunion hippique officielle se tient le 16 mars 1895. Le site accueille alors de nombreuses réunions de trot jusqu'au début des années 1960.
En février 1963, la ville de Christchurch rachète le terrain au New Brighton Trotting Club pour 75 000 Livres sterling à l’occasion de la visite de la ville par la reine Élisabeth II et le renomme alors Queen Elizabeth II Park. En 1970, Christchurch obtient l'organisation des Jeux du Commonwealth britannique de 1974 et décide de construire dans le parc un complexe comprenant stade d’athlétisme et piscine. Le projet architectural porté par Peter Beaven est retenu et les travaux débutent en 1972.
Le Queen Elizabeth II Park est inauguré le 25 novembre 1973. En plus de sa capacité initiale de 25 000 places, une tribune temporaire de 10 000 places est érigée à l'ouest du stade. Le complexe comprend également un terrain de cricket situé derrière le stade appelé le Village Green utilisé par les Canterbury Wizards.

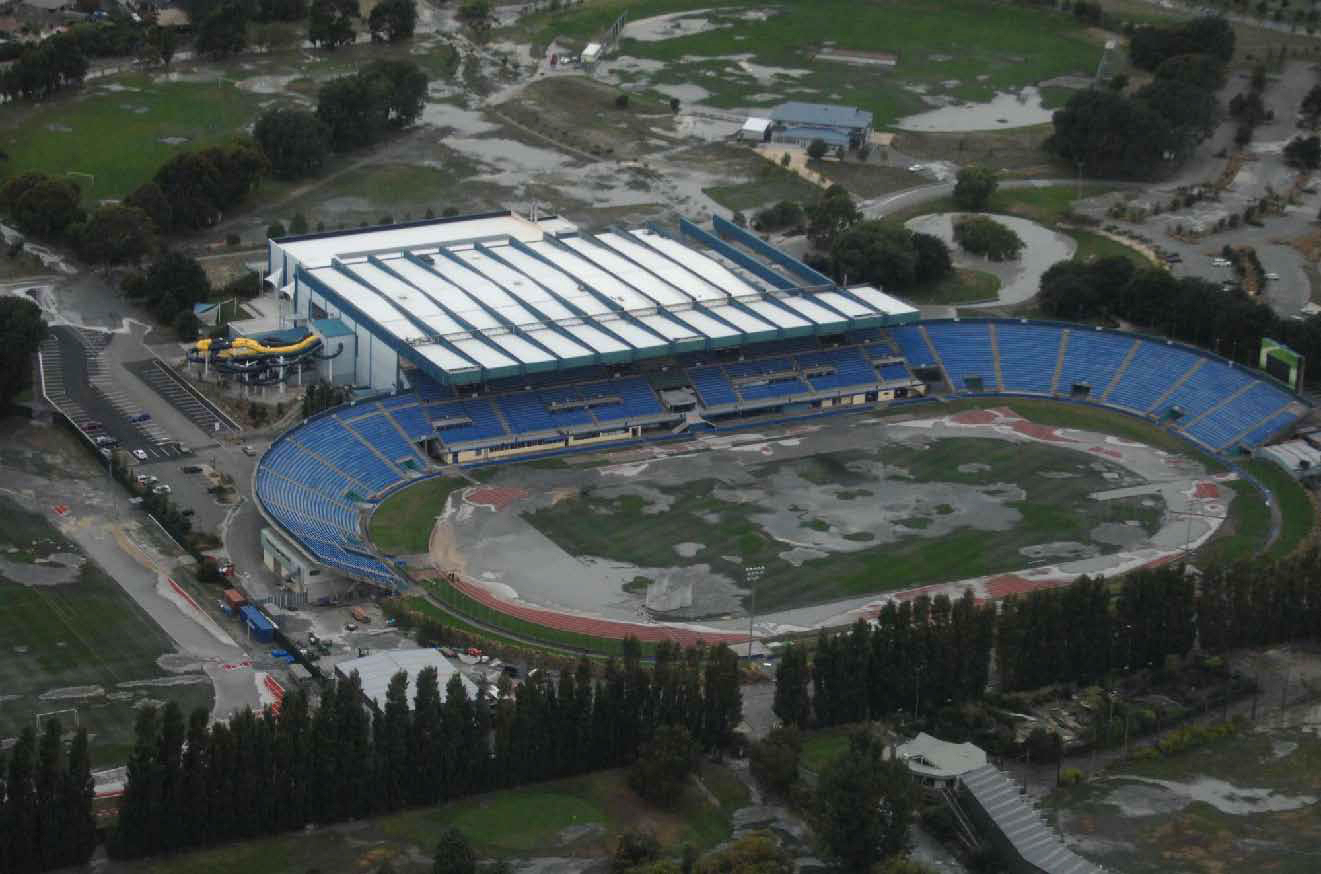
Vue du stade après le tremblement de terre de 2011

Le complexe aquatique se développe au cours des années suivantes. En 1981, le premier toboggan aquatique intérieur au monde ouvre et accueille plus de 2 millions de personnes en 20 ans puis en 2002, après 20 millions de travaux, le centre aquatique ouvre ses portes.
Le stade est endommagé par le tremblement de terre de Canterbury de 2010, mais, après des travaux de réhabilitation et de renforcement, il ouvre de nouveaux ses portes. Il est de nouveau gravement touché lors du tremblement de terre de Christchurch de février 2011 qui provoque des dégâts irréparables à la piste d’athlétisme et au complexe de loisirs. Le stade est détruit en août 2012. Quelques mois plus tard, cent morceaux de la piste d’athlétisme sont ensuite vendus aux enchères au profit d'une association caritative.

## Utilisations

### Sport
La première compétition sportive disputée dans le stade sont les Jeux du Commonwealth britannique de 1974. Lors des épreuves d'athlétisme, sur 1500 mètres le Tanzanien Filbert Bayi devance le Néo-Zélandais John Walker en 3 min 32 s 16 et bat ainsi le record du monde détenu par l'Américain Jim Ryun. Deux records des Jeux du Commonwealth sont également battus, celui du marathon par l'Anglais Ian Thompson en 2 h 9 min 12 s et celui du 200 mètres féminin par l'Australienne Raelene Boyle en 22 s 50. 
Les premiers jeux de Nouvelle-Zélande se disputent ensuite dans le stade en 1975.
La première édition du championnat du monde des maîtres a lieu en 1984 dans la piscine du complexe puis le QEII accueille les Championnats du monde de natation handisport en 1998.
Les rencontres à domicile du Christchurch United AFC se déroulent dans le stade ainsi que des matchs des équipes de Nouvelle-Zélande. Il est ainsi utilisé pour le match aller des demi-finales de la Coupe d'Océanie 1996. Quatre finales de la Coupe de Nouvelle-Zélande en 1974, 1976, 1987 et 1988 se déroulent également en son sein.
Le stade accueille trois rencontres de groupe ainsi qu'un quart-de-finale et une demi-finale de la Coupe du monde de football des moins de 17 ans 1999 remportée par le Brésil. Il est également l'un des stades utilisés pour la Coupe du monde de football féminin des moins de 17 ans 2008.
Il est également utilisé pour des courses de lévriers et accueille de nombreux autres événements locaux et internationaux. Il est ainsi le stade principal pour les Championnats du monde d'athlétisme handisport 2011.

### Concerts
Le premier concert ayant lieu dans le stade est celui de Neil Diamond en 1975 devant 25 000 spectateurs puis David Bowie s'y produit en 1978 devant 12 000 spectateurs.
Le stade accueille également les concerts de Simple Minds, Talking Heads et The Pretenders en 1984, The Eagles en 1995 et ACDC en 1996.

## Évènements
- Jeux du Commonwealth britannique de 1974